# Juliana z Nikomedii
Juliana z Nikomedii, św. Juliana  (ur. ok. 285, zm. 305 ) – dziewica i męczennica chrześcijańska z okresu prześladowań Dioklecjana, święta Kościoła katolickiego i prawosławnego.

## Żywot
Juliana jest wzmiankowana przez Martyrologium Hieronymianum, które podaje jako jej miejsce urodzenia Cumae w Kampanii.
W czasie prześladowań Dioklecjanowych mieszkała w Nikomedii. Jako jedyna w rodzinie przyjęła chrzest i została chrześcijanką. Wbrew woli ojca odrzuciła propozycję małżeństwa z prefektem Eleuzjuszem. Oświadczyła, że „za poganina za żadną cenę nie wyjdzie” . Na skutek tej decyzji została przyprowadzona przed sąd, którego przewodniczącym był jej ojciec. Nakazał on ją bić i poniżać. Juliana została skazana na śmierć przez ścięcie mieczem. Zginęła śmiercią męczeńską w 305 roku.

## Kult świętej

### Dzień obchodów
Wspomnienie liturgiczne w Kościele katolickim obchodzone jest 16 lutego. Cerkiew prawosławna natomiast wspomina męczennicę 21 grudnia/3 stycznia, tj. 3 stycznia według kalendarza gregoriańskiego.

### Relikwie i sanktuaria
Śmiertelne szczątki pierwotnie złożono w jej rodzinnym mieście. Później zostały przewiezione do Pozzuoli we Włoszech, a w VI wieku do Cumae pod Neapolem. W 1207 roku relikwie złożono w jednym z kościołów w Neapolu. Rozwijający się kult spowodował, że obecnie szczątki Juliany można spotkać w kościołach Włoch, Hiszpanii i Holandii.

### Ikonografia
W ikonografii przedstawiana jest w długiej szacie z diabłem skutym w łańcuchy u jej stóp, w ręku trzyma miecz. Pozostałe atrybuty: palma męczeńska, korona, lilia, krzyż lub księga.

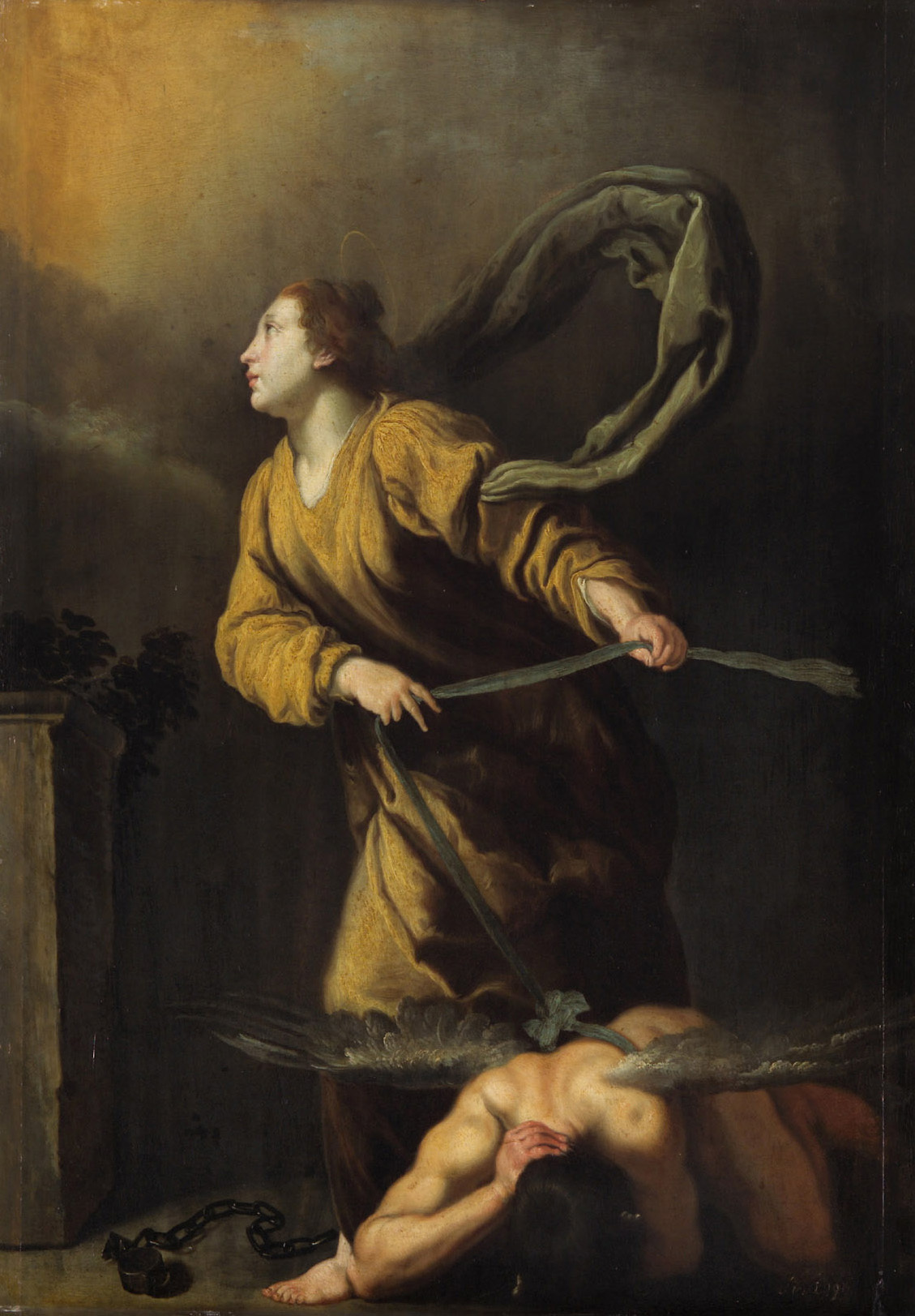
Juliana z Nikomedii na obrazie Domenico Fetti
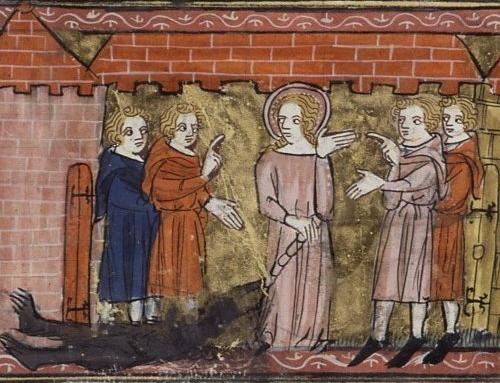
Juliana ze spętanym demonem, XIV w.